# Liste des figures mythologiques étrusques
Cette liste des figures mythologiques étrusques recense et compare les divinités étrusques, les apports grecs, et leur correspondance dans le panthéon romain.
Les douze dieux principaux, rapidement identifiés avec les douze dieux de l'Olympe hellénique, constituaient le second rang de la hiérarchie céleste dans les croyances religieuses des Étrusques.
Le premier rang en effet était occupé par des divinités mystérieuses, impénétrables, dont on ne connaît ni le nom ni le nombre, dont il n'existe nulle représentation. On les désignait par des termes vagues, généraux, de « dieux voilés » (dii involuti).

## Divinités principales
| Divinité étrusque | Nom grec   | Nom latin | Fonction(s)                                                     |
| ----------------- | ---------- | --------- | --------------------------------------------------------------- |
| Tins / Tinia      | Zeus       | Jupiter   | dieu de la lumière, roi des dieux et maître des Cieux           |
| Uni               | Héra       | Junon     | reine des dieux, sœur et femme de Tins                          |
| Velch             | Héphaistos | Vulcain   | dieu du feu et des métaux, fils de Uni                          |
| Turan             | Aphrodite  | Vénus     | déesse de l'amour, de la beauté, de la fécondité et de la santé |
| Nethuns           | Poséidon   | Neptune   | dieu de la mer, frère de Tins                                   |
| Turms             | Hermès     | Mercure   | dieu du commerce, des marchands et protecteur des voyageurs     |
| Laran             | Arès       | Mars      | dieu de la guerre                                               |
| Maris             | Déméter    | Cérès     | déesse des champs, de la fertilité et de l'agriculture          |
| Aritimi/Artumes   | Artémis    | Diane     | déesse de la chasse, de la lune et de la virginité              |
| Apulu / Aplu      | Apollon    | Phébus    | dieu du Soleil et de la lumière, frère jumeau de Artimi         |
| Menrva            | Athéna     | Minerve   | déesse de la sagesse et des arts                                |
| Fufluns           | Dionysos   | Bacchus   | dieu du vin et de la fête                                       |
| Usil              | Hélios     | Sol       | dieu du soleil                                                  |

https://mythologica.fr/etrusque/pic/miroir.jpg 69

## Divinités mineures
Le troisième rang était constitué par des divinités qu'on ne pouvait classer dans les deux autres catégories : les divinités infernales.
| Divinité étrusque         | Nom grec        | Nom latin                  | Fonction(s) |
| ------------------------- | --------------- | -------------------------- | --- |
| Hercle                    | Héraclès        | Hercule                    | Ce dieu était très populaire en Étrurie et possédait une mythologie originale, différente de la tradition grecque et comportant certains éléments d'origine orientale rappelant le Melqart phénicien. |
| Aita                      | Hadès           | Pluton                     | Dieu des morts |
| Vanth                     | Hécate (?)      |                            | Divinité infernale de la mort |
| Charun                    | Charon          |                            | Le « nocher des Enfers » |
| Artha                     | Ariane          | (?)                        | |
| Tuchulcha                 | (?)             | (?)                        | Divinité infernale |
| Thalna                    | Ilithye (?)     | Lucine                     | Déesse des naissances, épouse de Tins |
| Lares                     |                 | les Lares                  | Divinités chargés de veiller sur les carrefours et les enclos domestiques. |
| les Pénates (?)           |                 | les Pénates                | |
| les Mânes (?)             |                 | les Mânes                  | |
| les Génies (?)            |                 | les Génies                 | |
| Voltumna                  |                 | Vertumnus                  | |
| Pomone (?)                |                 | Pomone                     | Déesse des fruits et des vergers |
| Végoia ou Bégoé           |                 | Vegontici                  | Nymphe et prophétesse |
| Tagès                     | Hermès Chtonien |                            | |
| Silenus                   | Silène          |                            | Divinité de la nature sauvage |
| Semla                     | Sémélé          |                            | Divinité de la terre |
| Ani                       | Janus           |                            | |
| Aradia ou Herodias        |                 |                            | Déesse de la Magie et de la Sorcellerie |
| Calu                      |                 |                            | Dieu des morts qui semble être antérieur à Aita |
| Carmen ou Carmenta        |                 |                            | Déesse des sorts et enchantements |
| Canthas                   |                 |                            | |
| Cel                       |                 |                            | Dieu de la mort et du monde souterrain |
| Comus                     |                 |                            | Dieu de la gaÏeté, des festins et de l'ivresse. |
| Copia                     |                 |                            | Déesse de l'abondance |
| Corvus                    |                 |                            | Dieu messager |
| Culsu                     |                 |                            | Assimilable aux Furies |
| Eitas                     | Hadès           |                            | |
| Faunus                    |                 |                            | Dieu de la fécondité, des troupeaux et des champs |
| Februus                   |                 |                            | Dieu de la purification, la mort, et l'initiation. |
| Fortuna                   |                 |                            | Déesse de la fortune, du destin, de la chance |
| Funa                      |                 |                            | Déesse de la terre, de la vie sauvage, des forêts, de la fertilité.Fille ou femme de Faunus |
| Janus                     |                 |                            | Dieux des commencements des portes |
| Leta (Leθam),             |                 |                            | Divinité du domaine chtonien ou de la fertilité? |
| Lethns                    |                 |                            | Deitée de la nature et de la terre |
| Lucifer                   |                 |                            | Dieu de la Lumière, son nom signifie porteur de Lumière |
| Lupercus                  |                 |                            | Ancien Dieu, parfois assimilé à Pan |
| Mania                     |                 |                            | Dieu des morts et époux de Mantus |
| Mantus                    |                 |                            | Dieu des morts et époux de Mania |
| Marica                    |                 |                            | Nymphe épouse de Faunus |
| Meane                     |                 |                            | Déesse de la mer |
| Munthu                    |                 |                            | Déesse de la parure |
| Nortia                    |                 |                            | Déesse du destin |
| Nox                       |                 |                            | Déesse de la nuit |
| Orchus                    |                 |                            | Démon |
| Persiphnaï                | Perséphone      | Proserpine                 | |
| Pertunda                  |                 |                            | Déesse de l'amour charnel |
| Plutos                    | Hadès           | Pluton                     | |
| Pomone                    |                 |                            | Divinité des fruits et des jardins |
| Satre                     | Cronos          | Saturne                    | |
| Selvans                   |                 | Silvanus ou Sancus         | Dieu étrusque de la forêt |
| Sethlans                  | Héphaïstos      | Vulcain                    | Dieu du feu, la forge, la métallurgie |
| Suri                      |                 |                            | Dieu oraculaire associé à Apulu (sur les lamelles de Pyrgi) |
| Summanus                  |                 |                            | L'un des dieux de la Foudre |
| Thesan                    |                 |                            | Dieu de l'aurore |
| Tivr ou Tiv               |                 |                            | Déesse de la nuit |
| Tujltha                   | Perséphone      | Proserpine ou Mater Matuta | Divinité protectrice des morts |
| Umbria                    |                 |                            | Déesse de l'ombre et des choses cachées et secrètes. |
| Vertumnus                 |                 |                            | Divinité présidant aux changements de saisons et aux récoltes |
| Vesuna                    |                 |                            | |
| Vetis                     |                 |                            | |
| Virbius                   |                 |                            | Dieu des hors la loi et protecteur des sanctuaires |
| Diana ou Tana             |                 |                            | Déesse primordiale de l'Obscurité et de la Nuit, mère sœur et épouse de Lucifer |
| Nortia (?)                | Némésis         |                            | Vénérée à Volsinies, Les clous attachés dans son temple désignaient le nombre des années. |
| Culsans                   | ...             | Janus                      | Divinité de la conception, de la fortune. |
| Zirna, Tiv et Losna.      | ...             | ...                        | Déesses Étrusques de la Lune |
| Veive ou Veiove ou Vetis. | ...             | ...                        | Divinité infernale d'origine Étrusque. |
| Lasa.                     | ...             | ...                        | Gardienne des tombes. |
| Horta.                    | ...             | ...                        | Déesse Étrusques de l'agriculture. |
|                           |                 |                            | |
|                           |                 |                            | |

## Héros
AchilleAchle, Achile. Héros de la guerre de Troie, dans l’Illiade et l’Odyssée.
AgamemnonAchmemrun. Roi de Mycènes.
Ajax fils de Télamon et Ajax fils d'OïléeAivas Tlamunus et Vilates Aivas ; aussi Eivas ou Evas.
AmycosAmuce, Amuche, Amuke. Figure légendaire du mythe des Argonautes.
AtlasAril.
ActéonAtaiun.
AdmèteAtmite.
AdonisAtunis.
KallinikosCalanice. Nom grec de Hercle.
CapanéeCapne, Kapne.
CastorCastur.
JasonEasun, Heasun, Heiasun.
AsclépiosEsplace ,
ÉtolosEtule. Ne pas confondre avec son frère, Épéios, qui a construit le cheval de Troie.
ÉtéocleEvtucle, [Ev] thucle.
AmphiaraosHamphiare, Amphare. Devin argien.
Hercle, Hercele, Herecele, Herkle, HrcleForme étrusque du héros connu des Grecs comme Héraclès et des Romains comme Hercule.
LyncéeLunc, Lnche.
MéléagreMeleacr.
MénélasMenle. Roi de Sparte.
NestorNestur.
PalamèdePalmithe, Talmithe.
PatroclePatrucle.
PéléePelé.
PerséePerse, Pheres.
PhaonPhaun, Faun, Phamu.
PhénixPhuinis. Ami de Pélée.
ProméthéePrumathe.
PolluxPultuce, Pulutuce, Pulutuke, Pultuke. L'un des Dioscures.
SisypheSispe, Sisphe.
DédaleTaitle.
TeucrosTechrs. Héros de la guerre de Troie.
TélamonTelmun, Tlamun, Talmun, Tlamu. Argonaute.
TirésiasTeriasals, Teriasa. Devin aveugle.
ThéséeThese.
Dioscurescliniar Tinas, «fils de Tina", désignant les Dioscures.
TyndareTuntle.
TydéeTute.
OrphéeUrphe.
OresteUrusthe.
ElpénorVelparun.
IcareVikare. Fils de Taitle.
IolaosVile, Vilae. Neveu de Hercle.